# Saint Charles County
St. Charles County är ett administrativt område i delstaten Missouri, USA, med 360 485 invånare. Den administrativa huvudorten (county seat) är Saint Charles.

## Geografi
Enligt United States Census Bureau har countyt en total area på 1 533 km². 1 450 km² av den arean är land och 83 km² är vatten.

### Angränsande countyn
- Lincoln County - nordväst
- Calhoun County, Illinois - norr
- Jersey County, Illinois - nordost
- Madison County, Illinois - öst
- St. Louis County - sydost
- Franklin County - söder
- Warren County - väst

### Orter
- Augusta
- Cottleville
- Dardenne Prairie
- Defiance
- Flint Hill
- Foristell (delvis i Warren County)
- Josephville
- Lake Saint Louis
- New Melle
- O'Fallon
- Portage Des Sioux
- Saint Charles (huvudort)
- Saint Paul
- Saint Peters
- Weldon Spring
- Weldon Spring Heights
- Wentzville
- West Alton